# مبرهنة بيك

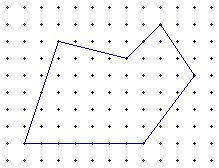
مضلع أنشأ على شبكة من النقاط المتساوية البعد عن بعضها البعض

في الهندسة الرياضية، من أجل مضلع بسيط تم إنشاؤه على شبكة منتظمة من النقاط كما في الشكل المجاور بحيث أن جميع رؤوس المضلع هي نقاط من الشبكة، فإن مبرهنة بيك تعطي صيغة بسيطة لحساب مساحة المضلع A باستخدام عدد النقاط الداخلية i التي تقع داخل المضلع وعدد النقاط المحيطية b التي تقع على خط محيط المضلع بالعلاقة التالية:
{\displaystyle A=i+{\frac {b}{2}}-1.}
في المثال الموضح بالشكل (i = 39) و(b = 14) وينتج أن مساحة الشكل هي A = 39 + 14/2 − 1 = 39 + 7 − 1 = 45 (وحدة مربعة).
يمكن تطبيق هذه المبرهنة على المضلعات البسيطة فقط :تلك التي لا تتقاطع أضلاعها ولا تحوي أي مضلعات أخرى في داخلها.

## وصلات خارجية
- مبرهنة بيك (Java) at cut-the-knot
- مبرهنة بيك نسخة محفوظة 13 أبريل 2015 على موقع واي باك مشين.
- برهان مبرهنة بيك by Tom Davis
- مبرهنة بيك by Ed Pegg, Jr., the Wolfram Demonstrations Project.